# Die Vogelscheuchen
Die Vogelscheuchen ist ein Handlungsballett in drei Akten von Marcel Luipart (Choreografie). Das Libretto verfasste dessen Freund Günter Grass. Es basiert auf Motiven seines Romans Hundejahre. Aribert Reimann vertonte das Ballett. Die Uraufführung fand am 7. Oktober 1970 an der Deutschen Oper Berlin statt. Die Hauptrollen tanzten Frank Frey, Eva Evdokimova, Klaus Beelitz, Silvia Kesselheim und Monika Radamm.

## Personen
- Der Gärtner
- Dessen Tochter
- Die Vogelscheuchen:
  - Der Präfekt
  - Die Äbtissin
  - Der Grenadier
  - Hallelujascheuchen
- Seevögel
- Andere Vögel
- Vogelscheuchengruppen:
  - Ritter ohne Kopf
  - Nonnen mit Fallsucht
  - Grenadiere
  - Uniformierte

## Handlung

### Erster Akt
Bild: Im Garten
Seit Vögel in den Garten eingefallen sind, ist dem Gärtner angst und bange, sie könnten sein schönes Werk vernichten. Die Tochter zeigt keinerlei Verständnis für den Zorn des Vaters. Als der die Vögel vertrieben hat, werden sie von dem Mädchen zurückgeholt. Den letzten Ausweg sieht der Gärtner darin, eine Vogelscheuche zu bauen. Nachdem er sie im Garten aufgestellt hat, erwacht sie zum Leben und gibt sich als Präfekt aus. Die Vögel fürchten ihn und halten sich fortan vom Garten fern, was den Gärtner glücklich macht. Als sich aber die Scheuche in dessen Tochter verliebt, erfüllt ihn dies mit Sorge. Schließlich überredet der Präfekt das Mädchen, ihn in die Welt der Vogelscheuchen zu begleiten.

### Zweiter Akt
Bild: Welt der Vogelscheuchen
Die Äbtissin, der Grenadier und die Hallelujascheuchen bereiten dem Mädchen und dessen Liebhaber einen herzlichen Empfang. Danach werden ihr die einzelnen Gruppen vorgestellt: die Ritter ohne Kopf, die Nonnen mit Fallsucht, die Grenadiere und die Uniformierten. Alle Scheuchen wollen, dass die junge Dame bald ihre Geheimsprache erlernen soll, damit sie ganz eine der ihren werde. Sogleich wird auch die Hochzeit des Präfekten mit seiner Geliebten in die Wege geleitet. Als sich der Festzug zu einer Sprungprozession entwickelt, gelingt dem Mädchen, dem das ganze Theater inzwischen unheimlich geworden ist, die Flucht.

### Dritter Akt
Bild: Im Garten
Der Vater verwehrt seiner Tochter den Einlass ins Haus. Traurig bricht das Mädchen zusammen. Erst als die Vogelscheuchen nahen, um die Entflohene in ihr Reich zurückzuholen, besinnt sich der Vater eines Besseren. Bei dem Versuch, die Tochter zu retten, wird er von den Vögeln angegriffen. Mit Mühe gelingt es ihm, die Feinde in die Flucht zu schlagen; doch am Ende muss er feststellen, dass er selbst zu einer Vogelscheuche geworden ist.